# Ільдебрандо Піцетті
Піцетті Ільдебрандо (італ. Ildebrando Pizzetti, 20 листопада 1880, Парма — 13 лютого 1968, Рим) — італійський композитор, диригент, музикознавець, музичний критик і педагог. Член Італійської Академії (з 1939).

## Біографія
Він навчався в дитинстві у отця — Одоардо П. (1853—1926), вчитель грі на флейті і музично теоретичних предметів, в 1895-1901- в Пармські консерваторії у Т. Ризи (гармонії, контрапункт) та Дж. Тебальдіні (композиції). З 1901 року він працював диригентом у Пармі, з 1907 професором консерваторії (клас композиції), з 1908 — викладачем Флорентійського музичного інституту (1917—1924 його директором). З 1910 він писав статті для газет в Мілані. У 1914 році він заснував музичний журнал «Dissonanza» у Флоренції. У 1923—1935, директор Міланської консерваторії. В 1936 році директор кафедри композиції Національної Академії «Санта Чечілія» в Римі (1948—1951 її президентом). За цей час він часто виступає диригентом у Європі та за кордоном, як і раніше пише критичні статті та книги. Його роботи були досить рідкісні, проте, він продовжував складати їх майже до останніх років свого життя.

## Музичні твори
Опери:
- Федра (1915, Мілан),
- Дебора і Іаїль (1922),
- Фра Герардо (1928, Мілан),
- Чужоземець (Lo straniero, 1930 року у Римі),
- Орсеоло (1935),
- Золото (L'oro, 1947),
- Ванна Лупи (1949),
- Іфігенія (1951)
- Каліостро (1953),
- Дочка Йоріо (1954),
- Вбивство у соборі (1958, Мілан),
- Срібний тапок (1961);

Балети:
- Їзанела (1913),
- Венеціанське Рондо (1931);

Для солістів, хору та оркестру:
Епіталами на слова Катупла (1935);
Для оркестру:
- Симфонії (1914, 1940),
- Увертюра до трагічного фарс (1911),
- Літній концерт (1928),
- 3 симфонічні прилюди «Цар Едіп» Софокла (1904),
- Танці «Aminte» Т. Тассо (1914);

Хори:
- Едіп в Колон (1936),
- Меса-Реквієм (1922;)

Для інструмента з оркестром
- Поема для скрипки (1914),

Концерти для:
- фортепіано (1933),
- віолончелі (1934),
- скрипки (1944),
- арфи (1960);

Камерно-інструментальні ансамблі
- Сонати для скрипки (1919) і для віолончелі (1921) з фортепіано
- фортепіанне тріо (1925),
- 2 струнні квартети (1906, 1933);

Для фортепіано
- Дитячий альбом (1906);

Для голосу з фортепіано
- 3 сонети Петрарки (1922),
- 3 трагічні сонети (1944);

## Літературні твори
- La musica dei Greci, Roma, 1914;
- Musicisti contemporanei, Mil., 1914;
- Intermezzi critici, Firenze, (1921);
- Paganini, Torino, 1940;
- Musica e dramma, (Roma, 1945);
- La musica italiana dell'Ottocento, Torino, (1947).